# Still Life (Fates Warning)
Still Life è un album live dei Fates Warning registrato e pubblicato nel 1998.

## Tracce

### Disco 1
1. A Pleasant Shade of Gray Part I
2. A Pleasant Shade of Gray Part II
3. A Pleasant Shade of Gray Part III
4. A Pleasant Shade of Gray Part IV
5. A Pleasant Shade of Gray Part V
6. A Pleasant Shade of Gray Part VI
7. A Pleasant Shade of Gray Part VII
8. A Pleasant Shade of Gray Part VIII
9. A Pleasant Shade of Gray Part IX
10. A Pleasant Shade of Gray Part X
11. A Pleasant Shade of Gray Part XI
12. A Pleasant Shade of Gray Part XII

### Disco 2
1. The Ivory Gate of Dreams
2. The Eleventh Hour
3. Point of View
4. Monument
5. At Fate's Hands
6. Prelude to Ruin
7. We Only Say Goodbye
8. In trance (Solo nella versione uscita in Giappone)

- Tutti i brani sono di Jim Matheos salvo At Fates Hands di Jim Matheos/Joe DiBiase/Frank Aresti e Prelude To Ruin di John Arch/Jim Matheos.

## Formazione
- Jim Matheos - chitarra
- Ray Alder - voce
- Mark Zonder - batteria e percussioni
- Joey Vera - basso e cori
- Bernie Versailles - chitarre
- Jason Keaser - tastiere